# Operador diamant
En teoria de nombres, l'operador diamant 〈d〉 és un operador que actua sobre l'espai de les formes modulars per al grup Γ1(N), donat per l'acció d'una matriu (a b
c d) en Γ0(N). Els operadors diamants formen un grup abelià i commuten amb els operadors de Hecke.

## Unicode
En Unicode, l'operador diamant està representat pel símbol U+22C4 ⋄ OPERADOR DIAMANT.